# Eremobium aegyptiacum
Eremobium aegyptiacum là một loài thực vật có hoa trong họ Cải. Loài này được (Spreng.) Asch. ex Boiss. mô tả khoa học đầu tiên năm 1888.